# کلارنس لارسون
کلارنس لارسون (انگلیسی: Clarence Larson؛ زاده ۲۰ سپتامبر ۱۹۰۹ درگذشته ۱۵ فوریهٔ ۱۹۹۹) یک دانشمند بود.